# Cité de l'automobile
De Musée National de l'Automobile is een automuseum in Mulhouse in Frankrijk. Het in 1982 opgerichte museum heeft een collectie van honderden historische auto's.